# Mikhaël Hers

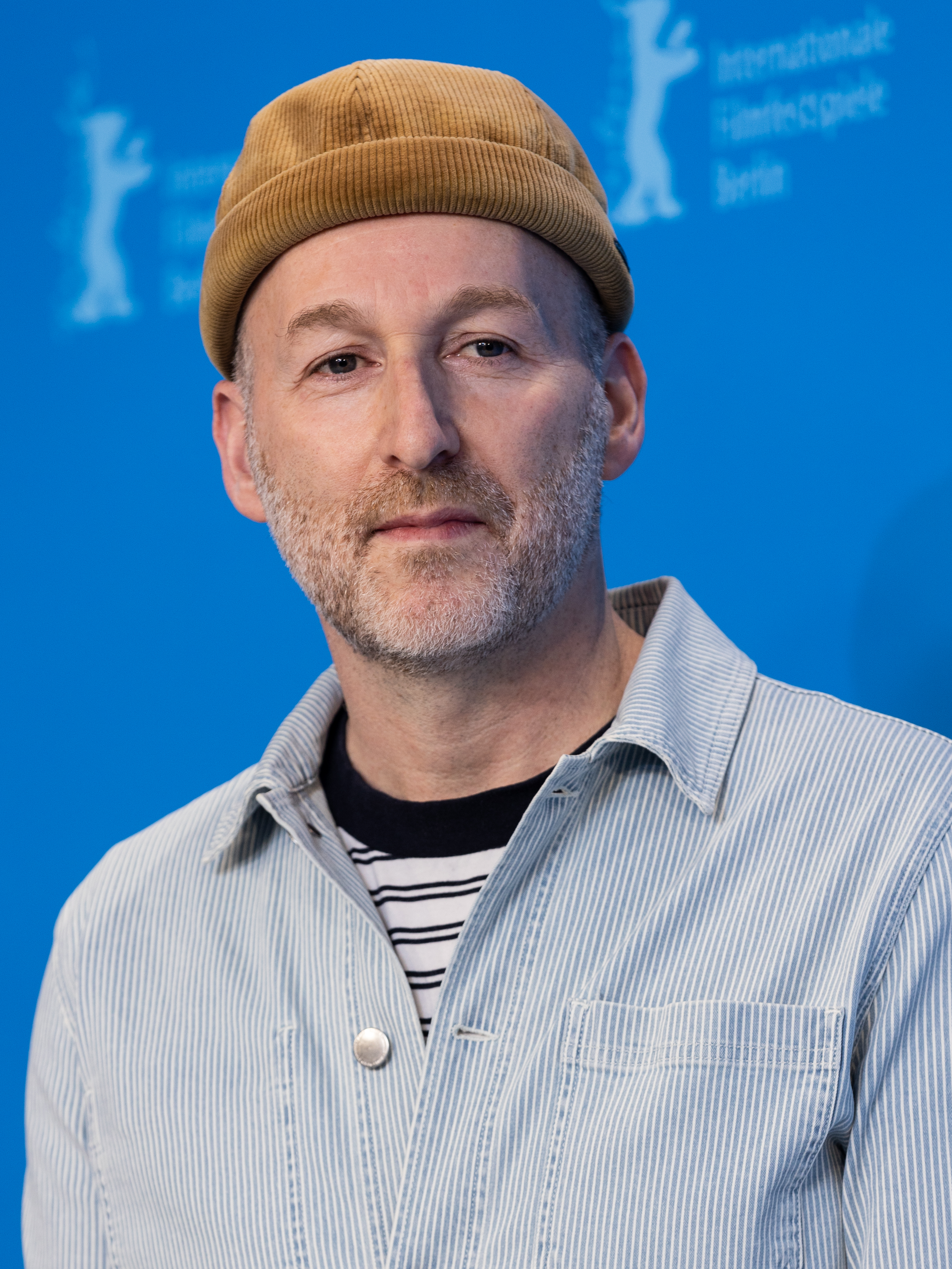
Mikhaël Hers bei der Vorstellung seines Films Passagiere der Nacht bei der Berlinale 2022

Mikhaël Hers (* 6. Februar 1975 in Paris) ist ein französischer Filmregisseur und Drehbuchautor.

## Leben
Mikhaël Hers wurde 1975 in Paris geboren und studierte Filmproduktion an der dortigen La Fémis. Sein erster Kurzfilm Charell mit Marc Barbé in der Titelrolle, wurde in Cannes in der Sektion Semaine de la critique gezeigt.  Drei Jahre später folgte sein Kurzfilm Montparnasse. Sein erster Spielfilm war Memory Lane. Bei dem in Berlin, Paris, Annecy und New York spielenden Filmdrama Dieses Sommergefühl mit Anders Danielsen Lie in der Hauptrolle, der im Juni 2016 beim Filmfest München gezeigt wurde und im November des Jahres in die deutschen Kinos kam, war es nach Hers' eigenen Aussagen wie bei seinen vorherigen Filmen, bei denen Orte ihn zu dem Drehbuch inspiriert haben und zu denen er eine tiefe emotionale Verbindung hat.
Ende August 2018 stellte er seinen Film Mein Leben mit Amanda  bei den Internationalen Filmfestspielen von Venedig vor. Die Premiere seines Filmdramas Passagiere der Nacht mit Emmanuelle Béart und Charlotte Gainsbourg in den Hauptrollen fand im Februar 2022 bei den Internationalen Filmfestspielen in Berlin statt, wo er im Wettbewerb um den Goldenen Bären konkurrierte.

## Filmografie
- 2003: Une étreinte (Kurzfilm)
- 2006: Charell
- 2007: Primrose Hill
- 2009: Montparnasse
- 2010: Memory Lane
- 2015: Dieses Sommergefühl (Ce sentiment de l’été)
- 2018: Mein Leben mit Amanda (Amanda)
- 2022: Passagiere der Nacht (Les passagers de la nuit)

## Auszeichnungen
Internationale Filmfestspiele von Cannes
- 2009: Auszeichnung mit dem Prix SFR (Montparnasse)

Locarno Film Festival
- 2010: Nominierung für den Goldenen Leoparden als Filmmaker of the Present (Memory Lane)[4]

Rotterdam International Film Festival
- 2016: Nominierung für den Big Screen Award (Dieses Sommergefühl)
- 2016: Nominierung für den MovieZone Award (Dieses Sommergefühl)